# Lymantria postfusca
Lymantria postfusca är en fjärilsart som beskrevs av Swinhoe 1906. Lymantria postfusca ingår i släktet Lymantria och familjen tofsspinnare. Inga underarter finns listade i Catalogue of Life.